# Юзеф Брандт
Юзеф Брандт (пол. Józef Brandt; 11 лютого 1841, Щебрешин — 12 червня 1915, Радом) — польський художник-реаліст, більшість полотен якого належить до батального жанру, представник Мюнхенської школи.
Окрім польських музеїв, роботи Юзефа Брандта знаходяться в колекціях музеїв Мюнхена, Берліна та Дрездена.

## Біографія
Походив із заможної родини варшавських лікарів. Батько – Ян Брандт, мати – Анна Кристина Маріанна (1811-1878), уроджена Лессель. Дід художника по лінії батька, Францішек Брандт, професор медицини у Варшавському університеті, отримав шляхетство в 1824 році за видатний внесок у наукову роботу. Його дідом по материнській лінії був відомий архітектор Фридерик Альберт Лессель. Коли Юзефові було 5 років, його батько помер, тому вони з матір'ю переїхали до родини в маєток Гжмяце поблизу Радома.
Брандт закінчив гімназію у Шляхетському інституті в 1858 році, а наступного року розпочав навчання в Школі мостів і доріг (École des Ponts et Chaussées) в Парижі, яка мала підготувати його до професії інженера. Проте у Парижі юнак познайомився з Юліушем Коссаком, який заохотив його продовжити мистецьку кар’єру. Потім кілька місяців навчався в майстерні Леона Коньє й користав з порад Коссака та Генрика Родаковського. Восени 1860 р. він повернувся до Варшави, а потім вирушив з Коссаком у подорож Україною, яка мала вирішальний вплив на його подальшу творчість. Дебютував у 1861 році на виставці Товариства підтримки образотворчих мистецтв (Towarzystwо Zachęty Sztuk Pięknych).
У 1862 році Брандт відправився в Мюнхен, де навчався в майстерні Олександра Штрагубера, а потім в класі композиції Карла Пілоті в Академії образотворчих мистецтв у Мюнхені (в середині лютого 1863 року він подав заяву в клас античності). Найбільший вплив на розвиток його таланту мала робота з травня 1863 року в приватному ательє видатного німецького баталіста Франца Адама. У 1869 році картина «Повернення з Відня – Табір» була придбана для колекції імператора Австрії Франца Йосифа.
У 1870 році Брандт, обласканий німецькими критиками і колекціонерами, назавжди оселився в Мюнхені, де відкрив власну майстерню. У 1875 році митець був призначений членом Берлінської академії мистецтв. У тому ж році заснував приватну художню школу, ставши на чолі т. зв Мюнхенської школи польського малярства, з якою були пов’язані такі майстри як Олександр Геримський, Богдан Клечинський, Альфред Ковальський, Тадеуш Айдукевич, Войцех Коссак, Леон Вичулковський. Брандт писав переважно батальні полотна на тему козацьких, татарських, шведських війн XVII ст. Для творчості Брандта характерні літературний підхід до теми, реалістичність деталей, вільна композиція та майстерне зображення руху. З юнацьких років захоплювався історією Польщі XVII ст., на його творчість вплинули подорожі на окраїни колишньої Речі Посполитої (картини «Ходкевич під Хоцімом», «Відблиск ясиру під Мартиновим»). Брандт справив сильний вплив на польський живопис і літературу (Трилогія Генрика Сенкевича). У 1875 році він був призначений членом Берлінської академії мистецтв.
У 1877 році він одружився з Геленою Прушаковою, уродженою Войцеховською (1847-1938), власницею села Оронсько поблизу Радома, де митець проводив літні канікули, створив художню школу, яку очолював більшу частину свого життя (нині там знаходиться Центр польської скульптури). Садиба швидко стала місцем творчості не лише для Брандта, а й для дружніх художників, які жартома називали свої спільні пленери та дискусії «Вільною Оронською академією». У 1900 році Брандт був обраний почесним членом Академії образотворчих мистецтв у Празі. Картини Брандта пізнього (після 1900 року) періоду мистецтвознавці часто вважають більш механічними та рутинними. Через події Перошох Світової війни дій у 1915 році родина Брандтів була змушена покинути Оронсько. 12 червня цього року художник помирає у своїй квартирі в Радомі на вул. Широкій (нині вулиці Пілсудського), будинок 9, у кам’яниці під назвою «Будинок Брандта». Похований на місцевому римо-католицькому кладовищі на ділянці 5А.
Залишив двох доньок. Старша, Марія Кристина (1878-1912), у 1899 р. стала дружиною художника Станіслава Богуша-Сестшеневича (1869-1927), а після розлучення з ним у 1905 р. — графа Юзефа Тишкевича (1869-1912).
Юзеф Брандт створив колекцію старовинної зброї, костюмів, музичних інструментів та історичного реквізиту, яку заповідав польському народові.
Серед його послідовників був Владислав Шернер.
Юзеф Брандт вважається найвидатнішим польським художником-баталістом ХІХ століття. У 2018 році в Національному музеї у Варшаві відбулася перша широка виставка творчості Юзефа Брандта.
У Кельце його іменем названо одну з вулиць.

Курйозний факт:
Соціальне становище митців у період, коли Брандт жив у Оронсько поблизу Радома, ілюструє історія, наведена у мемуарах Маріана Тшебінського:
...Про мінливість та примхливість у ставленні до митців у польському суспільстві наведу одну історію, яку почув від пана Штефана Гельбіха, двоюрідного брата Брандта. Одного разу вони зустрілися в Радомі в перукарні – Брандт виходив з неї, а Гельбіх заходив. Коли перукар почав стригти свого клієнта, то, як і личить кожному перукареві, він завів розмову: «Прошу пана, ви, бачу, знаєте пана Брандта з Оронсько. Чи правда те, що про нього кажуть, що він художник»? Почувши підтвердження, перукар додав: «Ну хто б міг знати! Такий порядний чоловік, завжди мені рубль дає...»

Маріан Тшебіньський: «Щоденник художника», видавництво, зі вступом і коментарем Мацея Масловського, Варшава, 1958, вид. «Оссолінеум», стор 78.

### Нагороди
1893 – Орден «За заслуги перед Баварською короною»
1893 – Орден Ізабелли Католички
1898 – Орден Максиміліана за науку та мистецтво

Дошку на честь Юзефа Брандта встановлено на кам’яниці на вулиці Пілсудського, 9 у Радомі, де художник помер

## Обрані твори:
Ходкевич під Хотином (1867), 190 × 337 см, Національний музей у Варшаві
Співають «Богородицю» (бл. 1909), 160 × 302 см, Національний музей у Вроцлаві
Буньчужний (1885), 82 × 58 см, Окружний музей у Торуні
Ловля коня арканом (бл. 1880), 83,5 × 73,5 см, Львівська галерея мистецтв
Чарнецький під Кольдингом, 1870, Національний музей у Варшаві
Черкеси верхи на конях, 1880–1885, Національний музей у Кракові
Фантазія (Стрільба з лука) (1885), 57 × 46 см, Національний музей у Познані
Лісник (1886), 45 × 60 см, Національний музей у Кракові
Гусар (бл. 1890)
Ярмарок на Поділлі (бл. 1885), 22,4 × 37,5 см, Національний музей у Варшаві
Ярмарок у Балті
Барські конфедерати (оборона маєтку) (1875), Музей Війська Польського у Варшаві
Козак і дівчина біля криниці (1875), 51 × 99 см, Національний музей у Кельце
Козак на коні, 1881 р., Польський музей у Рапперсвілі
Молитва в степу (бл. 1890), 151 × 103 см, Національний музей у Варшаві
На Дністрі, 1875 р., Національний музей у Кракові
Небезпечна переправа (1909), 49,5 × 70 см, Сілезький музей у Катовіце
Запорізький табір (бл. 1880)
Відбиття ясиру під Мартиновим (1878), 179 × 445 см, Національний музей у Варшаві
Спіймали арканом (1881), 114 × 204 см, Національний музей у Познані
Полювання з соколом, 1860-ті роки, Національний музей у Кракові
Чумацький бенкет перед корчмою (1865), 39 × 56 см, Окружний музей у Торуні.
Вітання степу (Переможна пісня), (1874)
Перед бурею (1882), 48 × 100 см, Окружний музей у Торуні
Перехід через Карпати (1874)
Перехід через Дніпро (1875)
Складання хоругв, (1905)
Шпихлір в Казімєжі над Віслою, 1875 р., Національний музей у Кракові
Зустріч на мосту (1884), 100×200 см, Національний музей у Кракові
Табір – повернення з Відня (1869), 44 × 79 см, Художній музей у Лодзі
Бій за турецький прапор, 1905 р., Національний музей у Кракові
Козацьке весілля (1893), 243 × 156 см, Верхньосілезький музей, Битом
Виїзд Яна Собеського з Марисенькою з Віланова, 1887 р., Національний музей у Варшаві
Виїзд із замку, 1864 р., Національний музей у Кракові
Сільські садиби в Оронсько, 1897 р., Національний музей у Кракові
Сватання (1874), Національний музей у Варшаві
Козацька розвідка  (1873)
Під час Варшавського повстання 7 полотен художника були втрачені, 2 з них пізніше були віднайдені

## Галерея

Картини Юзефа Брандта
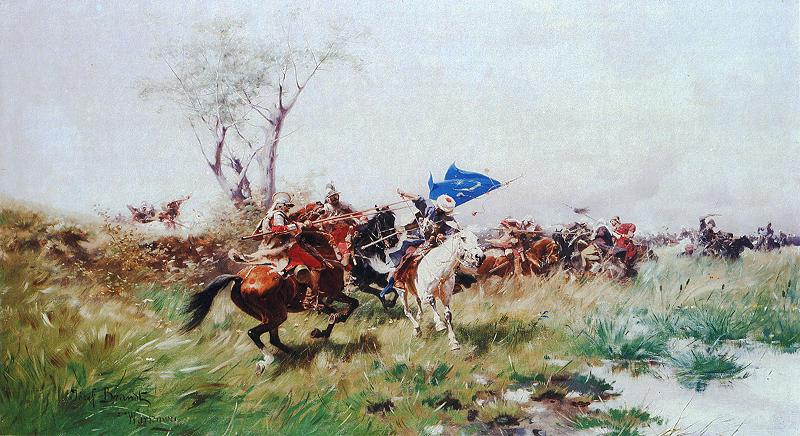
Атака кавалерії
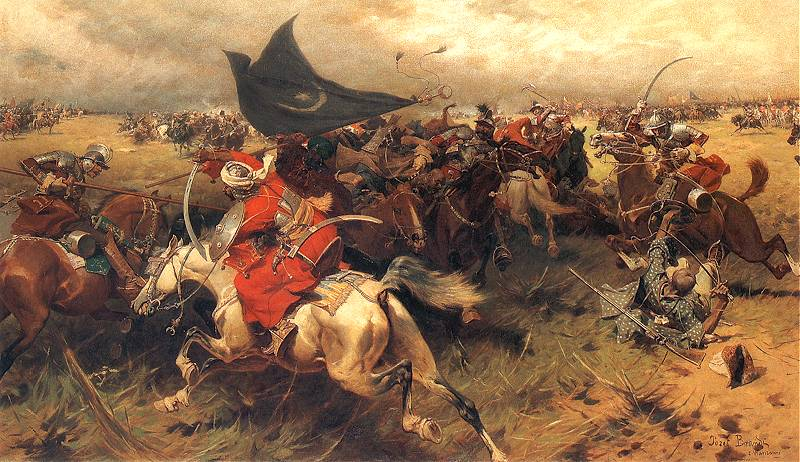
Бій за турецький прапор
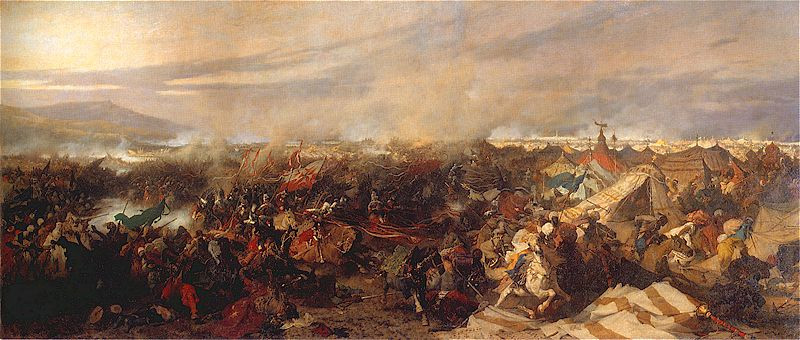
Битва під Віднем
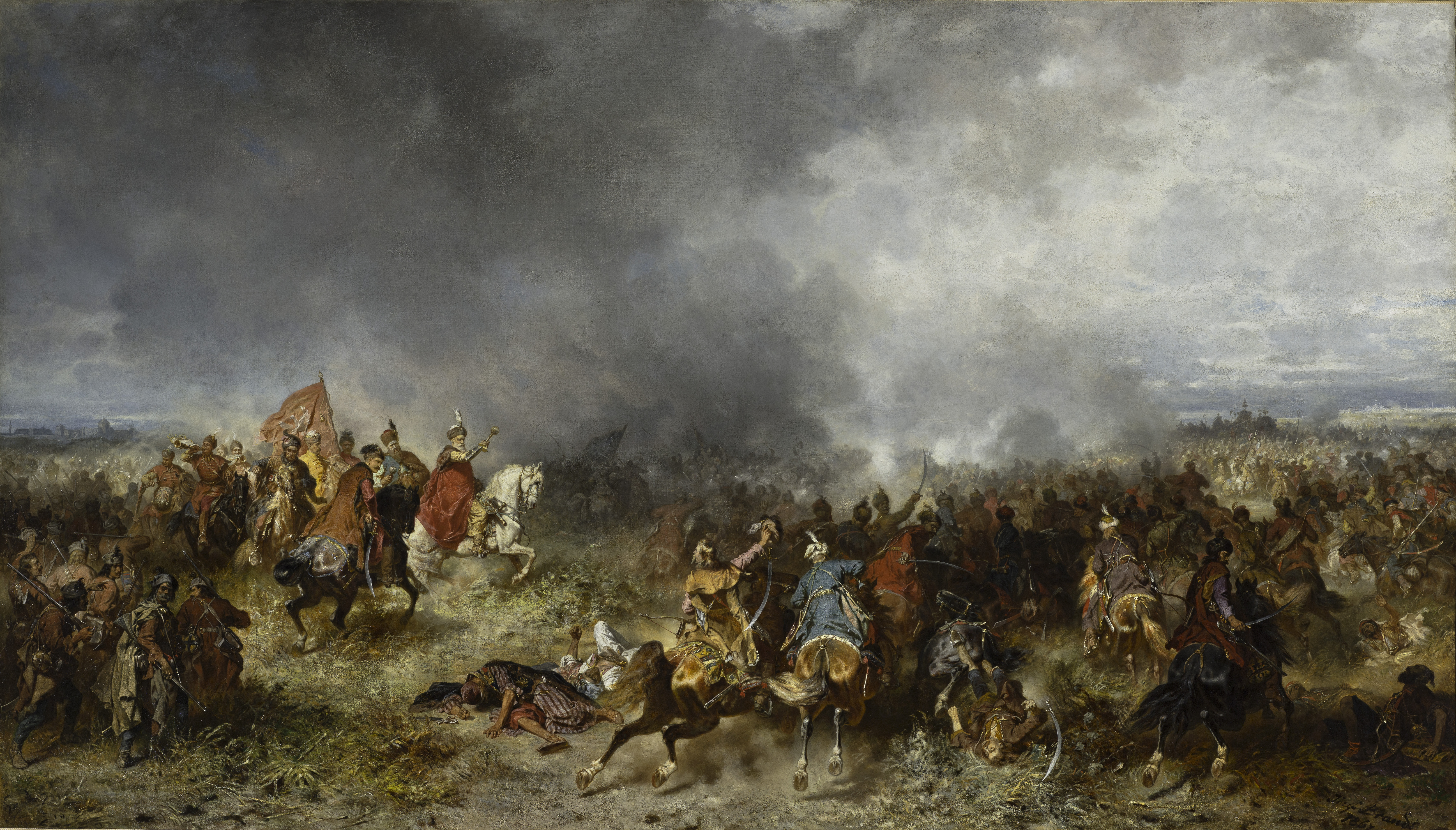
Битва під Хотином
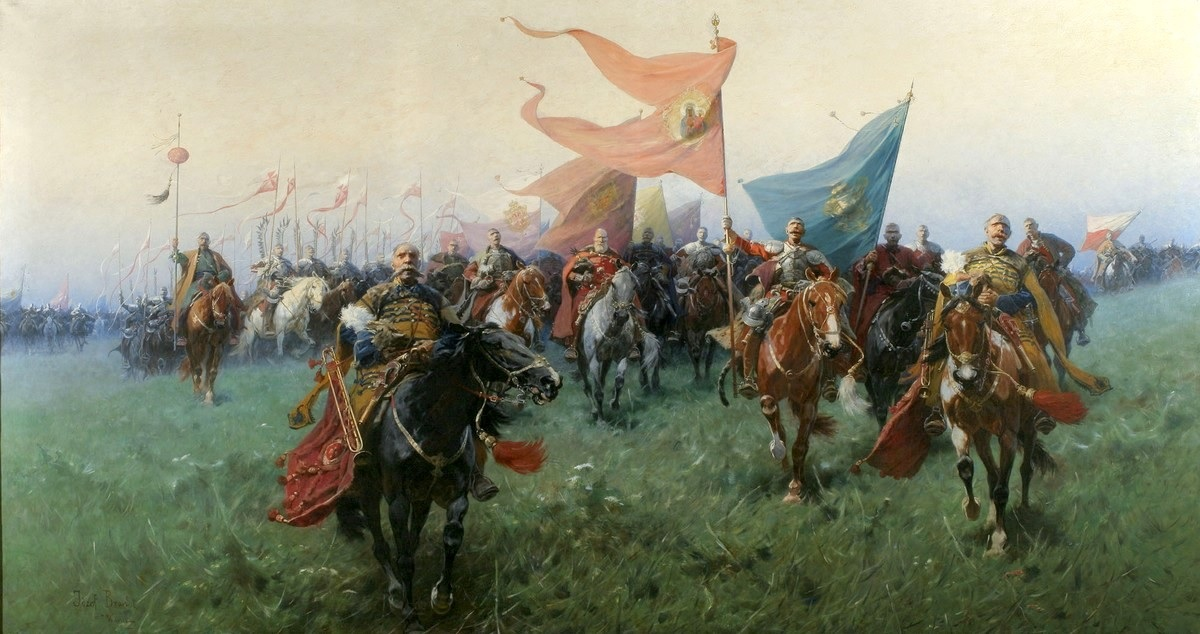
Богородиця
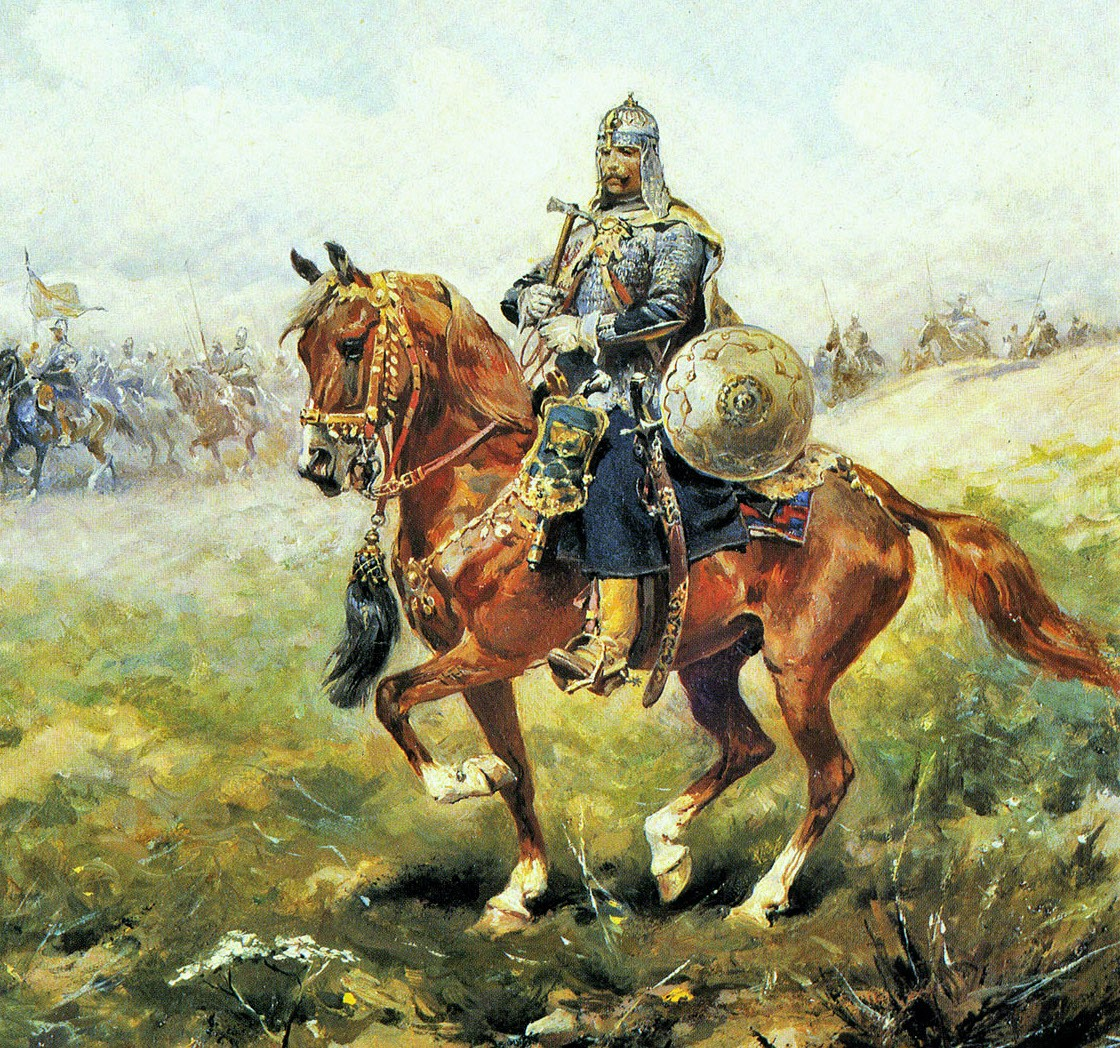
Товариш панцирний
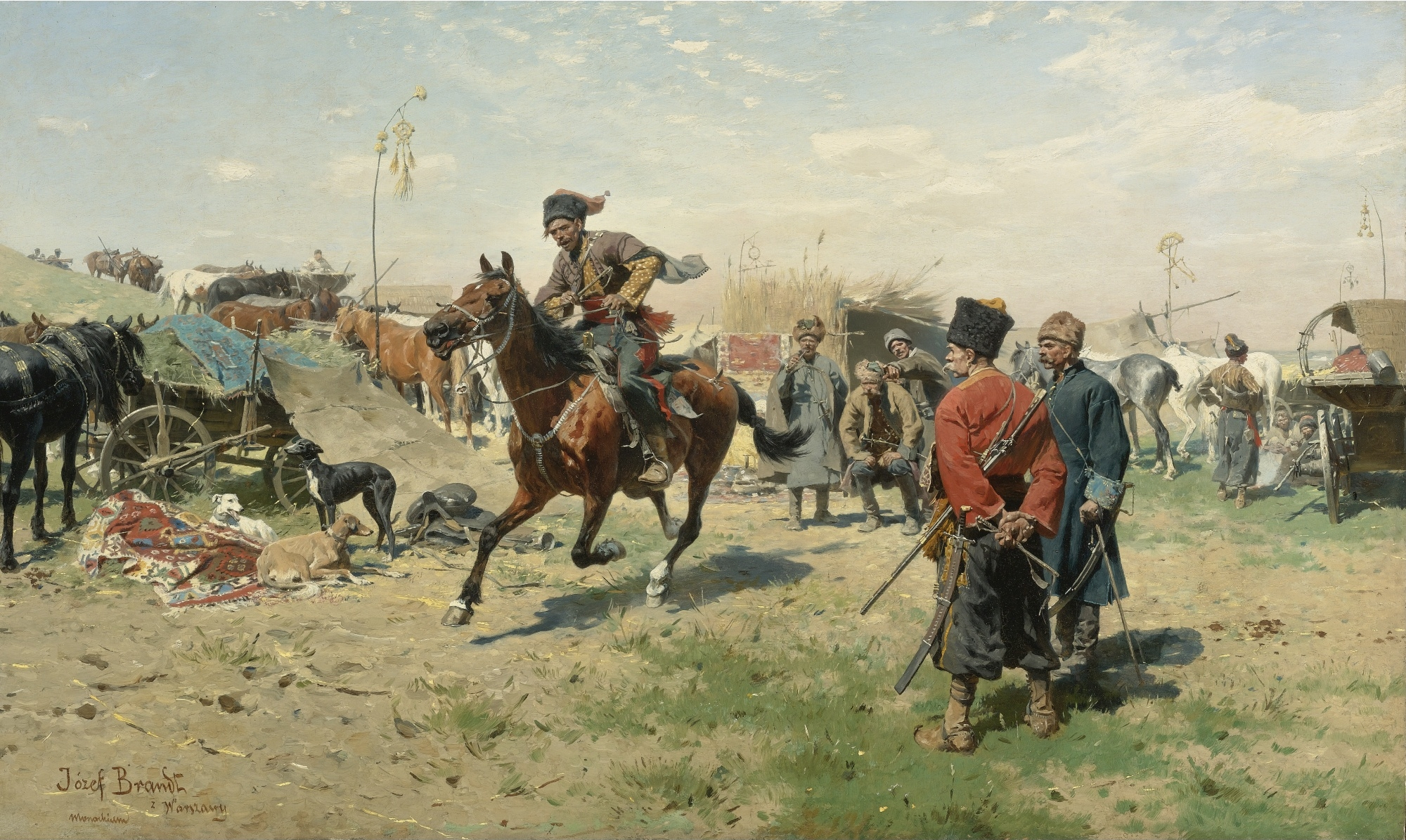
Запоржці
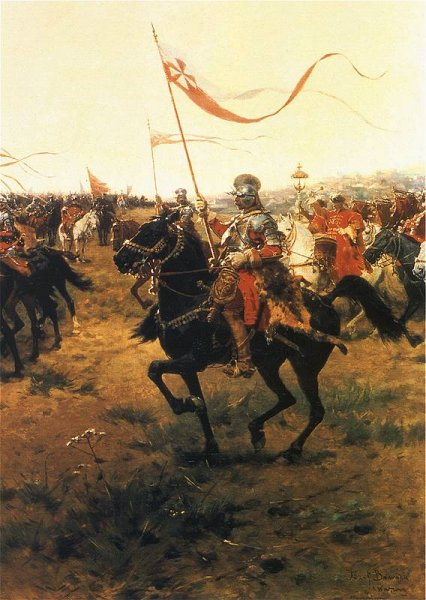
Гусар
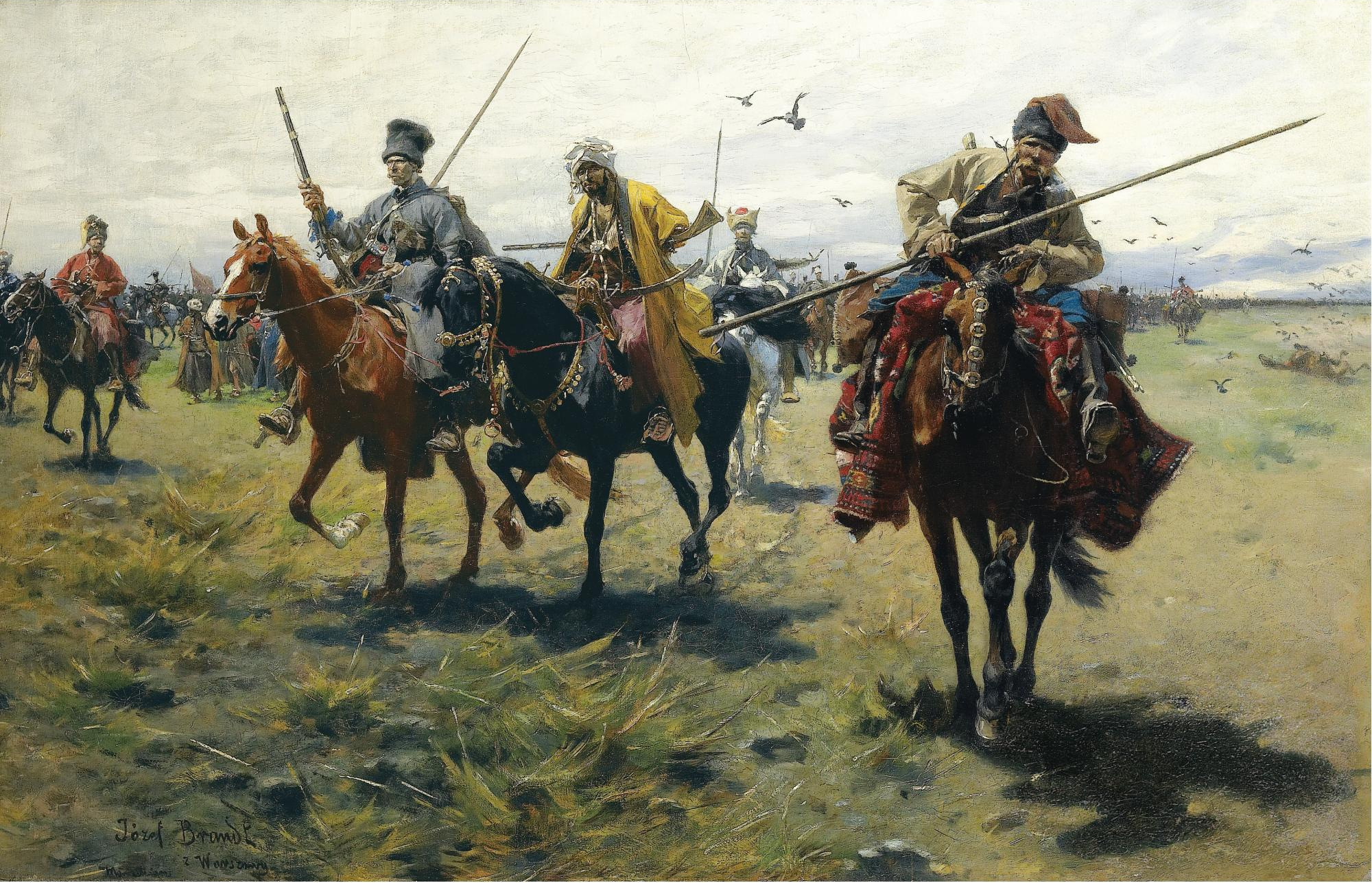
Арешт кавказців